# سیارک ۸۹۹۵۶
سیارک ۸۹۹۵۶ (به انگلیسی: 89956 Leibacher، نامگذاری:2002LJ5) هشتاد و نه هزار و نهصد و پنجاه و ششمین سیارک کشف شده‌است که در ۶ ژوئن ۲۰۰۲ کشف شد.